# Psalmopoeus pulcher
Psalmopoeus pulcher là một loài nhện trong họ Theraphosidae.
Loài này thuộc chi Psalmopoeus. Psalmopoeus pulcher được Alexander Petrunkevitch miêu tả năm 1925.

## Hình ảnh

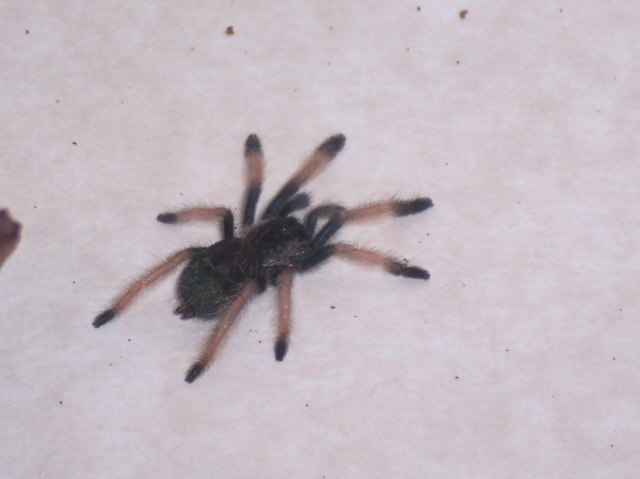
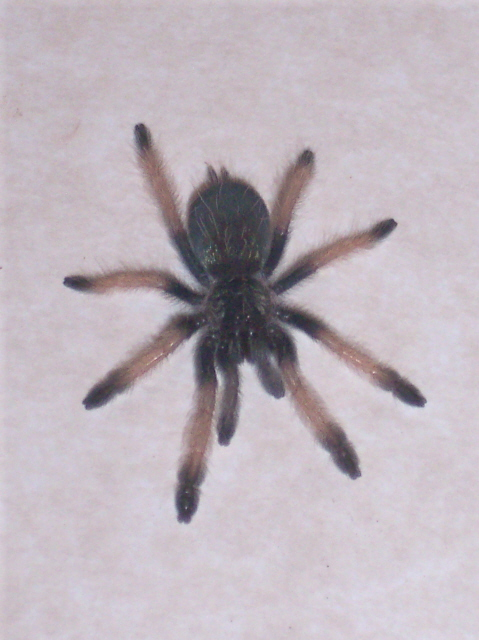